# فرات العاني
فرات العاني (5 ديسمبر 1980-) في باريس هو صحفي، مراسل، و كاتب فرنسي من أصول عراقية.
و فد فاز بجائزة ألبرت لندرس في عام 2019 عن كتابه عطر العراق.

## سيرة ذاتية
ولد فرات في فرنسا لأبوين عراقيين، وعاش جزءًا من شبابه في أحد الأبراج الثمانية عشر لمدينة بابلو بيكاسو في نانتير، حيث لا يزال يقيم مع والدته عندما يأتي إلى فرنسا. والده هو أمير العاني، معارض سياسي لصدام حسين ذو توجه شيوعي تروتسكي ، توفي في عام 2019 وأهدى له ابنه فرات جائزة ألبرت لندرس التي حاز عليها في نفس العام.
بدأ مسيرته الصحفية عام 2003 بعد سماعه عن الغارات الأمريكية في العراق على شاشة التلفزيون. كان طالبافي مجال الصحافة، وقد عجلت هذه الصور بعودته إلى بغداد بغية انتاج تقاريره الأولى مع الانغماس في عائلته المتواجدة في العراق و اكتشافها في ذات الوقت. ثم أصبح مراسلًا لعدة محطات اعلامية فرنسية ابرزها لو بوان وسي نيوز.
في عام 2008، قرر العاني العودة إلى باريس للتعاون مع فريق L’Effet Papillon و قدم عدة تقارير في العراق، الولايات المتحدة مصر ، الجزائر والمغرب.
وفي عام 2010، أسس شركة إنتاج خاصة به، Baozi Prod، وعاد إلى الفلوجة. اجرى تحقيقا في العراق بعنوان أطفال الفلوجة المضحى بهم، حول عواقب الاستخدام المكثف لقنابل اليورانيوم المنضب، حاز على جوائز في عدة مهرجانات. كان يتعاون بانتظام مع عدة صحف، مواققع و مجلات ناطقة بالفرنسية . لقد تعاون منذ عام 2012 مع قنوات ارتيو .

## فيلموغرافيا

### سلسلة ويب وثائقية
2018: عطر العراق

### وثائقي الويب
2013: العراق - 10 سنوات، 100 مشاهدة

### أفلام وثائقية
2024: عطر العراق فيلم 90 دقيقة (آرتي)
2020: العراق، تدمير أمة، فرنسا 5 (منتج تنفيذي)
2014: فلسطين/إسرائيل/باكستان/الولايات المتحدة الأمريكية، هدف عالي القيمة، الجزيرة
2013: رود تريب العراق، الجزيرة
2011: العراق: أطفال الفلوجة المضحى بهم تحقيق خاص، كانال بلس
2010: الحلال: الجانب السفلي من الأعمال، تحقيق خاص، كانال بلس
2010: حلال، الجانب السفلي للاعمال،تحقيق خاص، كانال بلس